# Greatest Hits (álbum de Thalía)
Greatest Hits es el cuarto álbum recopilatorio de la cantante latina Thalía y el décimo segundo en general, lanzado el 10 de febrero de 2004. Su único sencillo fue «Acción y reacción», una de las dos canciones inéditas del álbum.
Para promoción de este álbum, Thalía se embarcó en su cuarta gira de conciertos: High Voltage Tour, que recorrió México y Estados Unidos durante los meses de abril y mayo de 2004.

## Información del álbum
Thalía resumió en un solo álbum sus éxitos más relevantes de sus últimos 10 años de carrera discográfica, interpretándolos en español, tales como «Piel morena», «Amor a la mexicana» o «Rosalinda», así como sus éxitos «No me enseñaste», «Tú y yo» y «A quién le importa».[cita requerida] La canción «Gracias a Dios», autoría de Juan Gabriel, del álbum «En éxtasis» sólo se incluye en video. No se incluyeron los temas «Quiero hacerte el amor» del álbum «En éxtasis» y «Noches sin luna» del álbum «Amor a la mexicana», que si fueron reversionados en el álbum «Thalía con banda: Grandes éxitos».

## Sencillos
"Acción y reacción": La canción era inédita, escrita por Estéfano y Julio Reyes y producida por Estéfano. Esta pista fue grabada durante las Thalía Sessions, pero no llegó. Así que la demo inconclusa se filtró en mayo de 2002, y tuvo buenas reacciones en los fans, Thalía decidió que esta pista debería ser regrabada y reorganizada. La versión masterizada se incluyó en el álbum Greatest Hits. Esta canción habla de la relación de Thalía y Tommy Mottola.
El video musical contiene imágenes del "High Voltage Tour" de Thalía en los Estados Unidos y México. Mezcla imágenes de sus actuaciones y de sus fans cuando esperaban en las colas del concierto. El video fue lanzado oficialmente por el TV Magazine "Primer Impacto".

## Lanzamientos
Greatest Hits fue lanzado en 3 ediciones:
- CD + DVD (edición limitada) - Contiene 10 canciones, la única canción inédita es «Acción y reacción», y 10 videos musicales, además de una galería multimedia.
- CD (edición estándar) - Contiene 16 canciones, las 2 canciones inéditas son «Acción y reacción» y «Cuando tu me tocas».
- DVD (Greatest Hits Videos) - Contiene 20 videos musicales, además de una galería multimedia.

## Lista de canciones

### Disco compacto
| N.º | Título                        | Escritor(es)                                                                              | Álbum              | Duración |  |
| 1.  | «Piel morena»                 | Kike Santander                                                                            | En éxtasis         | 4:44     |  |
| 2.  | «María la del barrio»         | Viviana Pimstein (letra) / Paco Navarrete (música)                                        | En éxtasis         | 3:56     |  |
| 3.  | «Amor a la mexicana»          | Mario Pupparo                                                                             | Amor a la mexicana | 4:24     |  |
| 4.  | «Mujer latina»                | Kike Santander                                                                            | Amor a la mexicana | 3:37     |  |
| 5.  | «Rosalinda»                   | Kike Santander                                                                            | Arrasando          | 3:52     |  |
| 6.  | «Arrasando»                   | Thalía (letra y música) / Emilio Estefan · Lawrence Dermer · Robin Dermer (música)        | Arrasando          | 4:00     |  |
| 7.  | «Regresa a mí»                | Thalía (letra) / Angie Chirino · Emilio Estefan · Lawrence Dermer · Robin Dermer (música) | Arrasando          | 4:29     |  |
| 8.  | «Entre el mar y una estrella» | Marco Flores                                                                              | Arrasando          | 3:45     |  |
| 9.  | «Tú y yo»                     | Estéfano (letra y música) / Julio C. Reyes (música)                                       | Thalía (2002)      | 3:43     |  |
| 10. | «No me enseñaste»             | Estéfano (letra y música) / Julio C. Reyes (música)                                       | Thalía (2002)      | 4:28     |  |
| 11. | «¿A quién le importa?»        | Carlos Berlanga · Nacho Canut                                                             | Thalía (2002)      | 3:44     |  |
| 12. | «Me pones sexy» (con Fat Joe) | Thalía (letra) / Brenda Russell · Cory Rooney · Fat Joe · Gregory Bruno (música)          | Thalía en inglés   | 3:47     |  |
| 13. | «Cerca de ti»                 | Thalía (letra) / Steve Morales (música)                                                   | Thalía en inglés   | 3:58     |  |
| 14. | «Toda la felicidad»           | Thalía (letra) / Ash Howes · Martin Harrington · Rob Davis (música)                       | Thalía en inglés   | 3:16     |  |
| 15. | «Cuando tú me tocas»          | Gaitán Bros · Maggie Porcell                                                              | Tema inédito       | 3:53     |  |
| 16. | «Acción y reacción»           | Estéfano · Julio C. Reyes                                                                 | Tema inédito       | 3:58     |  |

### CD + DVD (edición limitada)

#### CD
1. "Piel morena" — 4:44
2. "María la del barrio" — 3:56
3. "Amor a la mexicana" — 4:24
4. "Rosalinda" — 3:52
5. "Arrasando" — 4:00
6. "Regresa a mí" — 4:29
7. "Entre el mar y una estrella" — 3:45
8. "¿A quién le importa?" — 3:44
9. "Cerca de ti" — 3:58
10. "Acción y reacción" (Estéfano, Júlio C. Reyes) — 3:58

#### DVD
1. "Piel Morena" – 5:01
2. "Gracias a Dios" – 3:59
3. "Amor a la Mexicana" – 4:25
4. "Mujer Latina" – 3:36
5. "Arrasando" – 4:03
6. "Entre el Mar y una Estrella" – 3:45
7. "Tu y Yo " – 3:43
8. "No Me Enseñaste" – 4:20
9. "¿A Quién le Importa?" – 3:46
10. "I want you" (featuring Fat Joe) – 3:43

### Thalia: Greatest Hits Videos
Greatest Hits Videos es un lanzamiento en DVD de 16 videos musicales de Thalia. Fue lanzado en 2004 y fue certificado Oro en México y Platino en Argentina. El DVD no contiene todos los videos de Thalía, sin incluir videos como: "Viaje Tiempo Atrás", "Mujer Latina (Versión Europea)" y todos sus videos de los tres primeros álbumes, editados por Fonovisa Records. Una edición limitada incluía cuatro videos extras: 4. Nandito Ako, 18. Amor a la mexicana - Remix Version, 19. Its my party y 20. I want you.

### DVD
1. "Piel Morena" – 5:01
2. "Gracias a Dios" – 3:59
3. "Amándote– 3:51
4. "Nandito Ako" – 4:44
5. "Por Amor" – 3:56
6. "Amor a la Mexicana" – 4:25
7. "Mujer Latina" – 3:36
8. "Arrasando" – 4:03
9. "Regresa a Mí" – 3:54
10. "Entre el Mar y una Estrella" – 3:45
11. "Reencarnación" – 4:07
12. "Amor a la Mexicana" [Emilio Banda Remix] – 3:57
13. "Tu y Yo " – 3:43
14. "No Me Enseñaste" – 4:20
15. "¿A Quién le Importa?" – 3:46
16. "Me Pones Sexy" (featuring Fat Joe) – 3:43
17. "Baby, I'm in Love" – 3:55
18. "Amor a la Mexicana" [Cuca's Fiesta Mix] – 3:43
19. "It's My Party" – 4:02
20. "I want you" (featuring Fat Joe) – 3:43

- Galería de fotos y extras.

## Posicionamiento en listas
CD
| Charts (2004)                             | Peak position |
| ----------------------------------------- | ------------- |
| Greece International Albums (IFPI Greece) | 8             |
| Spain Albums (Promusicae)                 | 37            |
| Estados Unidos (Billboard 200)            | 128           |
| Estados Unidos (Top Latin Albums)         | 2             |
| Estados Unidos (Latin Pop Albums)         | 1             |

DVD
| DVD Charts (2004)       | Peak position |
| ----------------------- | ------------- |
| Spain DVDs (Promusicae) | 14            |

### Certificaciones y ventas
CD
| País | Certificación | Ventas  |
| --- | ------------- | ------- |
| México | Oro           | 50 000^ |
| *las cifras de ventas sobre la base de la certificación por sí sola ^cifras de envíos sobre la base de la certificación por sí sola xcifras no especificadas sobre base de la certificación por sí sola |               |         |

DVD
| País | Certificación | Ventas  |
| --- | ------------- | ------- |
| México | Oro           | 10 000^ |
| *las cifras de ventas sobre la base de la certificación por sí sola ^cifras de envíos sobre la base de la certificación por sí sola xcifras no especificadas sobre base de la certificación por sí sola |               |         |